# Bludesch
Bludesch ist eine Gemeinde mit 2655 Einwohnern (Stand 1. Jänner 2024) im Bezirk Bludenz (Vorarlberg/Österreich). Sie liegt im Walgau und gehört neben Thüringen und Ludesch zu den Blumenegg-Gemeinden. Große Bedeutung hat auch die Parzelle Gais mit der dort angesiedelten Walgau-Kaserne.

## Geografie
Bludesch liegt im westlichsten Bundesland Österreichs – Vorarlberg – im Bezirk Bludenz. Bludesch liegt im gebirgigen südlichen Vorarlberg (Südvorarlberg) auf 529/540 Metern Seehöhe im mittleren Walgau. Die unmittelbar umgebenden Berge erreichen 2000 bis 2600 Meter Höhe. Der bis zu fünf Kilometer breite Walgau wird von der Ill durchflossen; deren wichtigster Nebenfluss ist die Lutz. Die Lutz mit der Stammsilbe lut/lud ist namengebend für die Dörfer Ludesch, Bludesch und den Familiennamen Zerlauth (zurlutt/zerlut) sowie eine Vielzahl von lut-bezogenen Flurnamen im Walsertal. Die Flüsse Lutz und Ill haben in vielen Jahrtausenden dafür gesorgt, dass der Walgau über eine bis zu 180 m tiefe Stein- und Kiesschicht verfügt, die sich als großer Grundwasserspeicher für die Trinkwasserversorgung erweist. Diese Geschiebemengen haben allerdings auch die landwirtschaftlichen Nutzflächen häufig vermurt, so dass die Walgauer als „steinreich aber humusarm“ erscheinen. Heute noch zieren an den jeweiligen Grundgrenzen zusammengetragene Lesesteine die als Hägi teilweise geschützte Landschaft.
44,0 % der Gemeindefläche sind mit Au- und Hochwald bestockt, die landwirtschaftlichen Flächen sind mit rund 40 % ausgewiesen. Vor mehr als tausend Jahren und im Mittelalter betrug die Weinbaufläche in den Hang- und Tallagen etwa 10 % der vergleichbaren Gesamtfläche. Die jährliche Niederschlagsmenge liegt mit 1400 mm im Mittelbereich.

### Nachbargemeinden
| Schlins | Schnifis                                    |           |
|         | Kompassrose, die auf Nachbargemeinden zeigt | Thüringen |
| Nenzing |                                             | Ludesch   |

## Geschichte
Bereits zu Beginn der römischen Herrschaft verfügte der Walgau (vallis drusiana) über dauerhafte Siedlungen. Die ansässige Bevölkerung der Räter wurde im Laufe der Zeit von Römern, Alemannen und später Walsern beeinflusst. Der Ortsname Bludesch wurde 842 erstmals als villa pludassis erwähnt. Er führt auf das keltische pa-lut (bei der Lutz) zurück.
Pludassis/Bludasco war wohl im späten 2. Jahrhundert rätisch besiedelt, wurde im Zuge der Eroberungen durch Drusus und Tiberius 15 v. Chr. römische Provinz und somit Teil der Raetia prima. Die Christianisierung begann bereits im 5. Jahrhundert. Der Erbteilungsvertrag der Karolinger von Verdun 842/843 nennt in Bludesch einen Königshof und eine Kirche; die namentlich nicht angeführte Kirche in cise villa ist offensichtlich eine Eigenkirche und nicht dem Bischof in Chur angehörig.
Aus fränkischen Beamten-Grafen wurden im 10. Jahrhundert die Udalrichinger, dann folgten die Montforter und die Herren von Brandis und Sulz. Beim „stücksweisen“ Verkauf der Vorarlberger Ländereien im 14. und 15. Jahrhundert an die Habsburger blieb nur die kleine Herrschaft Blumenegg mit den Dörfern Bludesch, Thüringen und Ludesch (alles an der Lutz gelegen) übrig; Blumenegg wurde 1431 zur freien, reichsunmittelbaren Herrschaft.
1614 erwarb das Reichsstift Weingarten die Herrschaft Blumenegg und verkaufte diese 1804 an Habsburg/Österreich. Nach dem kurzen Intermezzo der bayerischen Besetzung (1806 bis 1814) übernahm Österreich endgültig die kleine Herrschaft Blumenegg. 1839 wurde die jahrhundertelange Frondienstpflicht aufgehoben. Bis 1848 war Bludesch zwar in der „Großen Gnos“" vertreten, bildete jedoch mit der Nachbargemeinde Thüringen  eine besondere Art von „Doppelgemeinde“ mit eigener Gemeindeverwaltung. Bis 1849 waren Thüringen und Bludesch eine Gemeinde. Im Zuge der Errichtung der Bezirksämter in Vorarlberg wurde Bludesch 1849 dem Bezirk Bludenz zugeteilt und ist seither eine in jeder Hinsicht selbstständige Gemeinde. Zu dieser gehört auch das angrenzende Dorf Gais.

### Bevölkerungsentwicklung
Von 1981 bis 2001 waren Geburtenbilanz und Wanderungsbilanz positiv. Von 2001 bis 2011 blieb die Geburtenbilanz positiv, die Abwanderung nahm jedoch zu.

## Kultur und Sehenswürdigkeiten

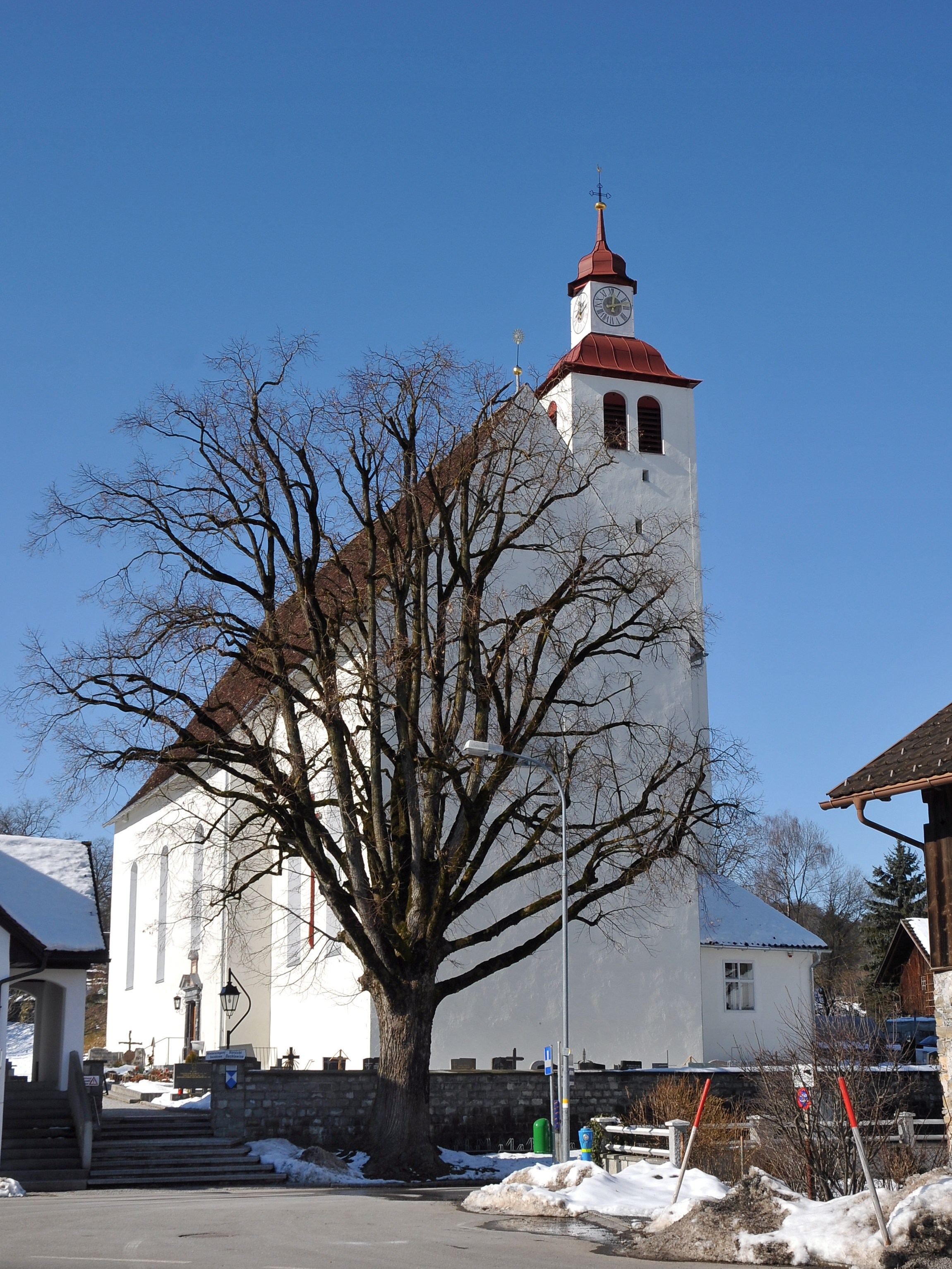
Pfarrkirche Bludesch

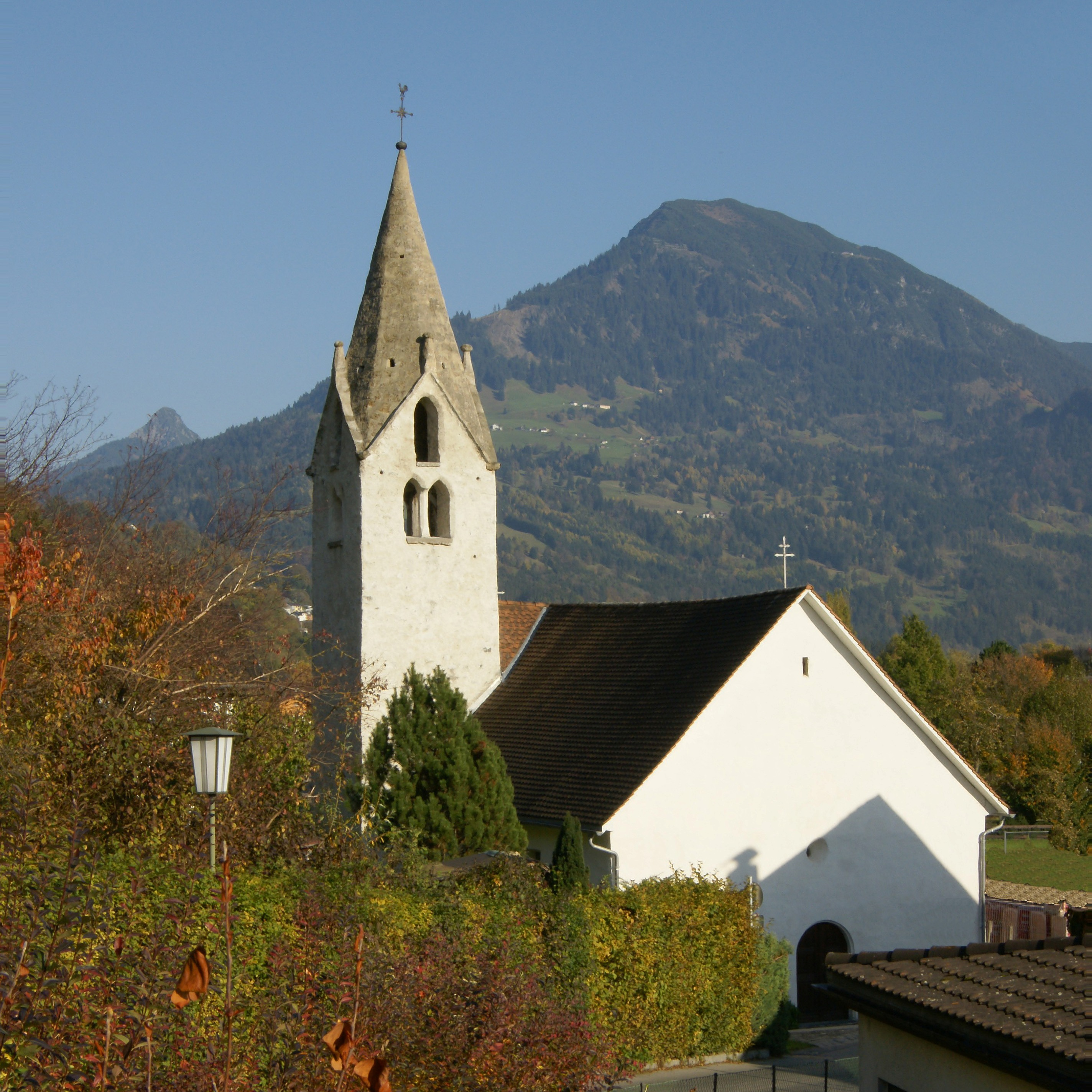
Filialkirche Zitz

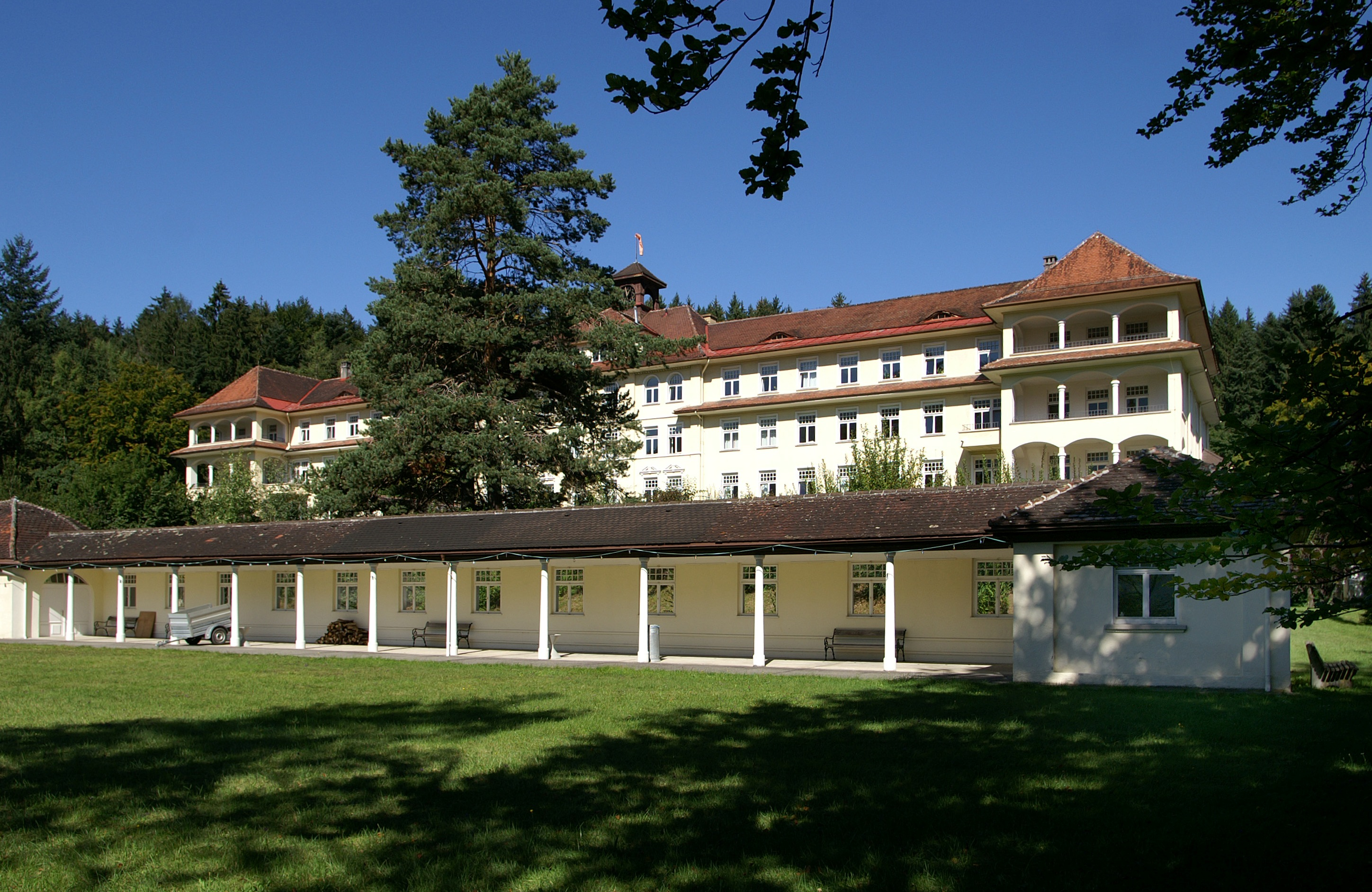
Lungenheilstätte Gaisbühel

- Pfarrkirche Bludesch: Die Pfarrkirche Hl. Jakobus wurde 1651/1652 nach Plänen vom Barockbaumeister Michael Beer erbaut; sie ist seine erste Wandpfeilerkirche. Sehenswert sind die von Josef Bergöntzle gebaute Orgel (1804) und der Hochaltar (1651). Die Bergöntzle-Orgel stammt aus der Silbermannschule, wurde in den Wirren der Französischen Revolution im Elsaß deponiert und 1804 nach Bludesch verbracht und in der Pfarrkirche eingebaut. Pfarrkirche und Orgel sind seit 1971 Aufführungs- und Gestaltungsort der „Bludescher Orgelkonzerte“.

- Die romanische Filialkirche Zitz hl. Nikolaus[4] ist die älteste Kirche Vorarlbergs. Sie wurde das erste Mal 842 urkundlich erwähnt; auf Grund neuer Bilder des Fundamentmauerwerkes wird ein vorromanischer Bau um 450/500 nicht mehr ausgeschlossen. Der älteste noch vorhandene Teil ist das Langhaus im frühromanischen Stil (700–800). Die 1950 freigelegten, auf das erste Drittel des 14. Jahrhunderts datierten Fresken zeigen das Jüngste Gericht, den Zug der Seligen mit Petrus an der Himmelspforte sowie zwei Szenen aus der Passion Christi. Der Zug der Verdammten wird in weiteren Bildern als Geschichte des Höllensturzes und der sieben Todsünden dargestellt. Im untersten Bildfeld (Register) der Nordwand wurde 2006 eine Vorhangmalerei entdeckt. Herausragendes Merkmal der Nikolauskirche ist der bis zur Spitze aus Bruch- und Tuffstein[5] gemauerte Turm; das untere Turmgeviert datiert etwa 10. Jahrhundert, der obere Aufbau mit frühgotischen Fialen entspricht dem 13. Jahrhundert.

- Ehemalige Lungenheilstätte Gaisbühel: Das Objekt wurde 1917–1920 als „Heilstätte für Tuberkulosekranke“ errichtet, auf höchstmögliche Selbsterhaltung gestellt und daher mit einem eigenen, 1925 fertiggestellten Gutshof auf landeseigenen Gründen ausgestattet. Der Gutshof blieb 60 Jahre in Pacht und Betrieb. Die Entwicklung der Heilstätte führte von der Sonderstation zum Chronischkrankenhaus bis zum Akutkrankenhaus und 2005 zur Verlegung von Onkologie und Pulmologie nach Feldkirch. Damit war das Ende der Heilstätte erreicht, das denkmalgeschützte Bauwerk von Architekt Willi Braun steht nun leer.

- Der Ansitz Unterhalden wurde um 1640 erbaut.

- Schlossruine Jordan: Erstmals 1578 unter diesem Namen erwähnt, wurde sie als Behausung für eine zeitweilige landwirtschaftliche Nutzung (Weinbau) von Christoph Brockh erbaut. Um 1637 erwarb Georg Ludwig von Lindenspeur das Gut und vergrößerte es 1653 zu seinem Jagd- und Sommersitz. Nach mehrmaligem Besitzerwechsel ist 1842 nur noch von Mauern eines zweistöckigen, unausgebauten Hauses die Rede. Seit 2009 ist die Ruine in Privatbesitz und weitgehend verfallen.

## Wirtschaft und Infrastruktur
Die Region Blumenegg erlebte während des ersten Drittels des 19. Jahrhunderts – so wie andere Plätze in Vorarlberg – eine Industrialisierung, die in höchstem Maße durch die Textilwirtschaft gestaltet wurde. 1830 entstand im Ortsteil Gais die „Müller’sche Roth- und Bunthfärberei“, 1837 in Thüringen die „k.k.privil.Spinnerey & Weberey“ von Escher-Kennedy-Douglass.
Beide Betriebe prägten Region und Dorfstruktur durch weit mehr als hundert Jahre. Aus dem frondienstleistenden herrschaftlichen Untertan wurde der firmenabhängige Fabrikler. Gleichzeitig verlor der bis dahin vorherrschende Weinbau ab der Mitte des 19. Jahrhunderts seine Bedeutung ab, bis er um 1900 vollständig zum Erliegen kam. Erst seit 1990 wird er wiederbelebt.
Noch vor Ende des 20. Jahrhunderts wurde die Fabrik in Thüringen stillgelegt; aus mehrgeschoßigen Werkshallen entstanden Wohnungen. Die Fabrik in Gais überlebte 2005 den Zwangsausgleich, erstand 2007 als „Delunamagma“ und endete 2010 als abgeräumter, von jeglichem Bauwerk befreiter Bauplatz.
Prägend für die Gemeinde Bludesch war Bau und Betrieb der Walgau-Kaserne. 1989 erfolgte der Spatenstich zum Bau der neuen Kaserne des österreichischen Bundesheers. Im selben Jahr noch wurde die Kaserne eröffnet und Bludesch damit zum Garnisonsort. Von 1990 bis 1999 wurden in der Folge mehr als 120 Wohnungen im Ortsgebiet errichtet. Dazu kamen die Ansiedlung eines Arztes und einer eigenen Apotheke, eines Postamts und mehrerer Bankfilialen, Gastronomie und neuer Geschäfte.
Im Jahr 2003 gab es am Ort 34 Betriebe der gewerblichen Wirtschaft mit 572 Beschäftigten und 24 Lehrlingen. Lohnsteuerpflichtige Erwerbstätige gab es 662. Landwirtschaft spielt eine untergeordnete Rolle.
In Bludesch gibt es zwei Kindergärten und eine Schule mit (Stand im Januar 2003) 155 Schülern. Der Kindergarten neben der Schule in Bludesch wurde am 1. April 2018 zur Hälfte abgerissen. Die Bücherei wird Anfang Herbst in den Schulgarten der Volksschule Bludesch verlegt.

## Politik

### Gemeindevertretung

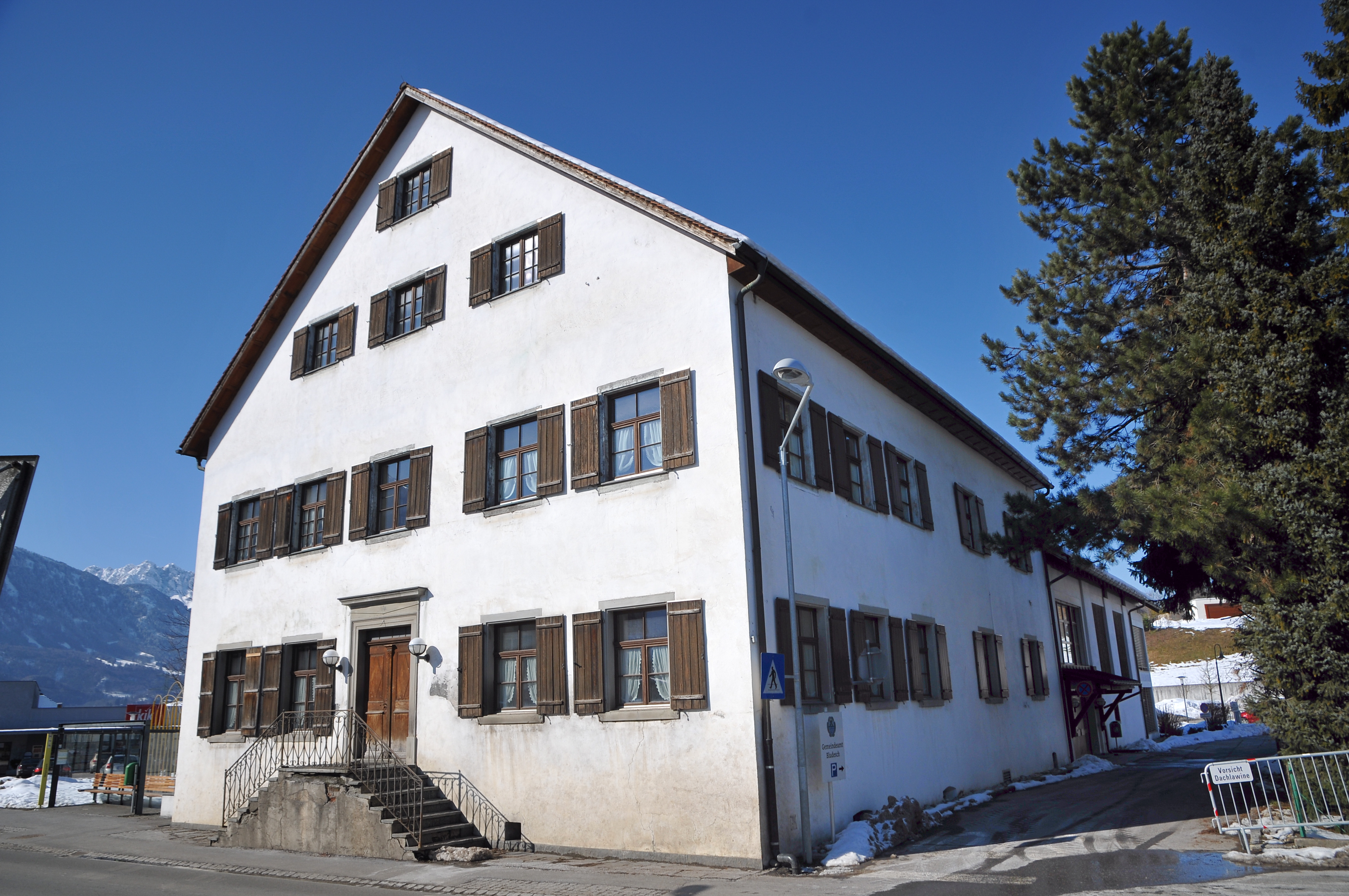
Gemeindeamt im Ansitz Unterhalden

In Vorarlberg wählen die Bürger alle fünf Jahre die Mitglieder der Gemeindevertretung durch Ankreuzen eines Listen-Wahlvorschlages bzw. durch Mehrheitswahl wenn kein Listenvorschlag vorliegt. Weiters den Bürgermeister durch Ankreuzen eines Wahlvorschlages.
Die Gemeindevertretung wählt in der konstituierenden Sitzung aus ihrer Mitte – sofern keine Wahl durch die Bürger zustande kam – gemäß § 61 Gemeindegesetz einen Bürgermeister und dann einen mindestens dreiköpfigen Gemeindevorstand. Die Zahl dieser „Gemeinderäte“ darf aber gemäß § 55 den vierten Teil der Zahl der Gemeindevertreter nicht übersteigen.
Der Bürgermeister führt den Vorsitz bei den generell öffentlichen Sitzungen der Gemeindevertretung, in denen kommunale Belange besprochen und Beschlüsse gefasst werden. Beobachter haben kein Mitspracherecht und kein Stimmrecht. Die Gemeindevertretung kann nach Bedarf Ausschüsse bestellen. Sitzungen des Gemeindevorstandes und der Ausschüsse sind nicht öffentlich.

#### Sitzverteilung nach den Wahlen
- Gemeindevertretungswahlen 1985: SPÖ 5, Freie Wählerschaft 5, ÖVP 4, Dorfliste 1.[8]
- Gemeindevertretungswahlen 1990: Freie Wählerschaft 9, SPÖ 2, ÖVP 2, Arbeitskreis f. ein lebenswertes Bl./Ga. 2.[9]
- Gemeindevertretungswahlen 1995: Fr.Wählerschaft 10, Arbkr. f.e.lebensw. Bludesch-Gais 3, ÖVP 3, SPÖ 1, FPÖ 1.[10]
- Gemeindevertretungswahlen 2000: Freie Wählerschaft 8, AKS Lebenswert 6, ÖVP 2, SPÖ 1, FPÖ 1.[11]
- Gemeindevertretungswahlen 2005: Freie Wählerschaft 11, AKS Lebenswert 6, ÖVP 2, SPÖ 2.[12]
- Gemeindevertretungswahlen 2010: Wir in Bludesch 10, Freie Wählerschaft 5, Arbeitskreis Bludesch-Gais 4, ÖVP 1, SPÖ 1.[13]
- Gemeindevertretungswahlen 2015: GEMEINSAM - Liste für Bludesch und Gais 21.[14]
- Gemeindevertretungswahlen 2020: Gemeinsam - Liste für Bludesch und Gais 18, punkt.genau für Bludesch Gais 3.[15]
- Gemeindevertretungswahlen 2025: Gemeinsam für Bludesch und Gais 21, punkt.genau für Bludesch Gais 3.[16]

### Bürgermeister
- 1945–1947 Josef Lins[17]
- 1947–1950 Anton Gassner[17]
- 1950–1975 Christian Nigsch[17]
- 1975–1985 Josef Wehinger[17]
- 1985–2010 Erich Walter[17]
- 2010–2020 Michael Tinkhauser (Wir in Bludesch)[18]
- seit 2020 Martin Konzet[19]

### Wappen
Der Gemeinde wurde 1947 folgendes Wappen verliehen: Ein durch einen schwarzen Faden geteilter Schild. In der oberen silbernen Schildhälfte verschränken sich zwei natürliche abgehauene gestümmelte Äste in Form eines Andreaskreuzes. Die untere Hälfte ist von Sturzwolkenfeh in zwei Reihen durchzogen. Den Schild umgibt eine ornamentierte steinfarbene Randeinfassung.

## Persönlichkeiten

### Söhne und Töchter der Gemeinde
- Herbert Keßler (1925–2018), Jurist und Politiker, Landeshauptmann von Vorarlberg 1964–1987

### Mit der Gemeinde verbundene Persönlichkeiten
- Michael Beer (* um 1605–1666), Architekt und Baumeister, plante und erbaute die Pfarrkirche Bludesch
- Christoph Enzenhofer (* 1949), Orgelbauer, betreibt seine Werkstatt in Bludesch
- Gerhard Köhlmeier (1938–2006), in Bludesch verstorbener Politiker, Bürgermeister und Abgeordneter zum Vorarlberger Landtag
- Ernst Konzett (* 1955), Offizier und Militärkommandant von Vorarlberg, war Kommandant des Jägerbataillons 23 in Bludesch
- Engelbert Luger (1861–1926), Maler und Politiker, schuf ein Fresko in der Pfarrkirche Bludesch
- Johann Müller (1875–1940), Gastwirt und Politiker in Bludesch, Abgeordneter zum Vorarlberger Landtag